# Knight (Wisconsin)
Knight – miasto w Stanach Zjednoczonych, w stanie Wisconsin, w hrabstwie Iron.